# Lule
Lule (švédsky Lule älv) je řeka na severu Švédska (Norrbotten). Celková délka toku činí 450 km. Plocha povodí měří 25 200 km².

## Průběh toku
Odtéká z jezera Virihaure nedaleko norsko-švédské hranice. Na horním a středním toku teče v úzké a hluboké dolině, přičemž překonává peřeje a vodopády a protéká celou řadou jezer. Pod ústím hlavního pravého přítoku Lilla Luleälven se dolina rozšiřuje a řeka dále pokračuje zvlněnou krajinou. Ústí do Botnického zálivu Baltského moře.

## Vodní režim
Průměrný průtok vody na dolním toku činí přibližně 510 m³/s. Nejvyšší vodnosti dosahuje v létě a nejnižší v zimě. Průtok je regulován jezery. Zamrzá na konci října a rozmrzá v květnu.

## Využití
Využívá se k výrobě elektřiny z vodní energie, k čemuž slouží vybudovaná kaskáda vodních elektráren (Harsprånget, Porjus, Letsi). Využívá se k plavení dřeva. Vodní doprava je možná na jezerech. Nedaleko ústí se nachází námořní přístav Luleå.